# Västra Slättfjällstjärnen
Västra Slättfjällstjärnen är en sjö i Dals-Eds kommun i Dalsland och ingår i Örekilsälvens huvudavrinningsområde.